# Pedregal (Cabañas)
Pedregal (en gallego y oficialmente, Pedreiras) es un lugar de la parroquia de Laraxe en el municipio coruñés de Cabanas, en la comarca del Eume. Tenía 90 habitantes en 2007 según datos del Instituto Gallego de Estadística de los cuales eran 48 hombres y 42 mujeres, lo que supone una disminución con relación a 1999 cuando tenía 107 habitantes.